# Severn A. Lee
S. A. Lee (* 1988 als Sabrina Witzig in Dielsdorf), auch Severn A. Lee, ist eine Schweizer Fantasy-Autorin.

## Leben und Wirken
Sabrina Witzig wuchs in der Zürcher Gemeinde Dielsdorf auf, in der sie weiterhin lebt. Nach einer kaufmännischen Lehre absolvierte sie berufsbegleitend die Berufsmaturitätsschule und anschliessend die Erwachsenenmaturität. Sie studiert an der Universität Zürich im Master Lateinische Philologie und Deutsche Sprach- und Literaturwissenschaft. Im Alter von zehn Jahren schrieb sie kürzere Geschichten. Ihr erster Roman unter Pseudonym Die Chroniken der drei Kriege: Das Drohen der silbernen Sichel war an der grössten Schweizer Comicon, der Fantasy Basel, ausverkauft.

## Werk

### Die Chroniken der drei Kriege
Die Chroniken der drei Kriege sind ein Fantasy-Epos, das auf dem mittelalterlich anmutenden Kontinent Paradon spielt. Darin müssen sich die Protagonisten und ihre Verbündeten im Laufe dreier Kriege immer mächtigeren Bedrohungen stellen. Von den geplanten sechs Teilen sind die ersten vier Teile erschienen, Band fünf und sechs befinden sich laut Angaben der Autorin in der Überarbeitungsphase.

#### Band 1 – Das Drohen der silbernen Sichel
Der Kontinent Paradon ist in Unruhe: Der westliche Herrscher Galihl schickt sich an, mit seiner sagenumwobenen Armee von Windreitern alle freien Länder zu unterwerfen. Die Haupthandlung dreht sich um den Waisenjungen Kirin, der aus der nördlichen Einöde Yorenins in die Bibliothek von Aléh geführt wird, um dort seine wahre Herkunft zu erfahren. Von diesem Wissen angetrieben, wird er ausgebildet, eine führende Rolle in der Gegenbewegung zu Galihls Machtbestrebungen einzunehmen. Dabei lernt er die geheimnisvolle Megan Dwayne kennen, die ihn auf seinem Weg, sich der vereinten Armee Paradons anzuschliessen, begleitet. Doch es befinden sich Verräter in ihren Reihen …

#### Band 2 – Der Herr des Schwarzen Schwertes
Galihls Armeen haben die Verteidiger der Freiheit überrannt. Es scheint keine Hoffnung mehr zu geben. Doch in den Weiten der Steppen naht der Hoffnungsträger, begleitet von undurchsichtigen Helfern, um sich erneut dem Kampf gegen Galihl anzuschliessen …

#### Band 3 – Der Erbe des westlichen Reiches
Band 3 erzählt von den Geschehnissen nach dem Sturz des westlichen Reiches Aracanon. Standen im ersten Krieg noch die Kämpfe Mensch gegen Mensch im Vordergrund, betritt man nun das Reich der schwarzen Magie …

#### Band 4 – Kinder der Schatten
Es bleibt nicht mehr viel Zeit, den Berg Amodros zu erreichen und das „Gefäss“ zu retten, denn der nächste Blutmond steht kurz bevor. Und um ans Ziel zu gelangen, muss nicht nur der Kampf mit einem der Alten aufgenommen werden – es gilt, den gefährlichsten Ort der Erde zu betreten: Die Westlichen Wälder.

#### Band 5 – Weltendämmerung
Eine scheinbare Ruhe herrscht in Paradon. Doch alte, böse Kräfte rühren sich – und Kirin, Herrscher Aracanons, sieht sich mit seiner grössten Angst konfrontiert.

#### Band 6 – Die Rückkehr des Seelenfressers
Nachdem die Einheit der Länder Paradons zerfallen ist, drohen die Menschengeschlechter, sich gegenseitig auszulöschen. Und der schlimmste aller Kämpfe steht erst noch bevor …

### Skaidridt – Das Ende der Ersten Welt
7000 Jahre vor den Ereignissen der 'Chroniken der drei Kriege' angesiedelt, erzählt dieser Low-Fantasy-Roman von Kelsen dem Jäger, der auf die schier unmögliche Mission geschickt wird, den letzten der Alten Dämonen zu vernichten.
Der in sich abgeschlossene Roman ist zwar nach den ‚Chroniken‘ erschienen, kann allerdings unabhängig von diesen (oder als Einstieg in die Reihe) gelesen werden.

### Der Name der Unsterblichkeit
Der Name der Unsterblichkeit ist ein unter die Kategorie Urban Fantasy fallender Roman, der abwechselnd im Europa vergangener Jahrhunderte und in einer nicht näher spezifizierten Gegenwart spielt. Stilistisch unterscheidet sich dieses Werk stark von der Reihe der Chroniken der drei Kriege; die Sprache ist modern und von viel mehr schwarzem Humor und Anspielungen auf Ereignisse der Geschichte sowie der Gegenwart (z. B. auch der Popkultur) gezeichnet. Zusätzlich ist die Geschichte teils deutlich brutaler.

## Bibliographie
- Sabrina Witzig: Tochter des Speers. Books on Demand, Norderstedt 2012, ISBN 978-3-8482-5714-0
- S. A. Lee: Die Chroniken der drei Kriege 1: Das Drohen der silbernen Sichel. Aavaa-Verlag, Hohen Neuendorf bei Berlin 2017, ISBN 978-3-8459-2438-0.
  - S. A. Lee: Die Chroniken der drei Kriege 1: Das Drohen der silbernen Sichel. XoXo-Verlag, Bremen 2020, ISBN 978-3-96752-052-1. (Neuauflage)
- S. A. Lee: Die Chroniken der drei Kriege 2: Der Herr des Schwarzen Schwertes. Aavaa-Verlag, Hohen Neuendorf 2018, ISBN 978-3-8459-2614-8.
  - S. A. Lee: Die Chroniken der drei Kriege 2: Der Herr des Schwarzen Schwertes. XoXo-Verlag, Bremen 2020, ISBN 978-3-96752-053-8. (Neuauflage)
- S. A. Lee: Die Chroniken der drei Kriege 3: Der Erbe des westlichen Reiches. XoXo-Verlag, Bremen 2020, ISBN 978-3-96752-054-5.
- S. A. Lee: Die Chroniken der drei Kriege 4: Kinder der Schatten. XoXo-Verlag, Bremen 2020, ISBN 978-3-96752-555-7.
- S. A. Lee: Die Chroniken der drei Kriege5: Weltendämmerung. XoXo-Verlag, Bremen 2021, ISBN 978-3-96752-090-3.
- S. A. Lee: Die Chroniken der drei Kriege 6: Die Rückkehr des Seelenfressers. XoXo-Verlag, Bremen 2021, ISBN 978-3-96752-091-0.
- S. A. Lee: Der Name der Unsterblichkeit. XoXo-Verlag, Bremen 2022, ISBN 978-3-96752-143-6.
- S. A. Lee: Skaidridt. Das Ende der Ersten Welt. Eisermann-Verlag, Bremen 2024, ISBN 978-3-96173-235-7.